# 艾朗伊斯
艾朗伊斯是葡萄牙波尔图区的一个堂区。总面积4.48平方公里，总人口2628人，人口密度586.6人/平方公里。